# Brzoza (województwo lubuskie)
Brzoza (niem. Birkholz) – wieś w Polsce, położona w województwie lubuskim, w powiecie strzelecko-drezdeneckim, w gminie Strzelce Krajeńskie, w odległości 1 km od drogi krajowej nr 22 Kostrzyn nad Odrą – Gdańsk.
W latach 1975–1998 miejscowość administracyjnie należała do województwa gorzowskiego.
Na terenie wsi znajduje się również były PGR Brzoza. Sprywatyzowany i kierowany przez duńskiego właściciela.

## Położenie
Wieś położona jest na obrzeżu Barlinecko-Gorzowskiego Parku Krajobrazowego. W pobliżu osady znajduje się kilka jezior rynnowych i oczek polodowcowych.

## Historia
Miejscowość została założona w drugiej połowie XIII wieku, na miejscu dawnej osady słowiańskiej. Jest to stara słowiańska owalnica, lokowana na prawie niemieckim w czasach askańskich. Wzmiankowano o niej po raz pierwszy w 1337 r. jako o majątku rycerskim z 95 łanami, w tym z uposażeniem proboszcza. 
Wieś należała początkowo do rodu von Sanitz. W 1605 r. tutejsze dobra zostały odsprzedane Ernstowi von Schöningowi, przedstawicielowi znanej i zasłużonej nowomarchijskiej rodziny szlacheckiej. Następnie miejscowość należała do Hansa Adama von Schöninga, marszałka polnego, w służbie dworu berlińskiego i drezdeńskiego. Po jego śmierci w 1696 roku stała się własnością syna - Johanna Ludwiga. Następnie w 1713 r. przeszła w posiadanie Georga Wilhelma von Schöninga, który wybudował dwór myśliwski i zachowany do obecnych czasów spichlerz. 
W 1740 r. tutejsze dobra ziemskie objął generał porucznik kawalerii Erdmann Ernst von Rüitz. Za jego czasów wzniesiono okazały pałac z charakterystyczną wieżą zdobioną latarnią z hełmem, założono park krajobrazowy oraz rozbudowano kościół. Po nim w posiadanie majątku weszła rodzina von Steinkeller, władająca dobrami z ośrodkiem w Brzozie do początku 1945 roku. Pierwszym spośród nich był major kawalerii Balthasar Christoph von Steinkeller, zmarły w 1777 roku. Następnie właścicielami byli jego syn porucznik kawalerii Abraham Ernst oraz Heinrich Sigismund August von Langenn. Od tego czasu właściciele majątku określali się jako Langenn-Steinkeller. W tym czasie rozbudowano założenie folwarczne.

## Zabytki
Do wojewódzkiego rejestru zabytków wpisane są:
- kościół (obecnie parafialna cerkiew prawosławna pod wezwaniem św. Michała Archanioła) późnoromański z XIV wieku, przebudowany w 1751; w 1952 dostosowany do potrzeb liturgii prawosławnej, najciekawszy zabytek miejscowości, zbudowany z kamiennych ciosów
  - cmentarz przy kościele
- park pałacowy – krajobrazowy, z końca XVIII wieku, XIX wieku, niezwykle interesujący, zachował się po południowej stronie folwarku
- aleja dojazdowa, platanowa, z początku XX wieku
- spichlerz folwarczny, murowany, zbożowy z 1717 roku

inne zabytki:
- zespół dworsko-folwarczny, z XVIII-wieku, jest cennym zabytkiem znajdującym się we wsi:
  - oficyna zarządcy, z XIX-wieku
  - czworaki, wzniesione około 1800 r.
  - domki robotników rolnych
  - skrzydło pałacowe tzw. Cavallierhaus, mocno przemurowane w okresie powojennym, zachowane w stanie ruiny
- pozostała zabudowa wsi pochodzi z końca XIX i początku XX wieku.